# Capitainerie d'Itamaracá
La Capitainerie d'Itamaracá était l'une des quinze capitaineries héréditaires en lesquelles fut initialement divisé le Brésil à l'époque coloniale. Elle fut créée au début du XVIe siècle et donnée à Pero Lopes de Sousa. 
Elle se situait à l'extrême nord-est du Brésil actuel. Elle avait pour limite les municipalités actuelles de Baía da Traição (Paraíba) et Igaraçu (Pernambouc). Au nord, elle était bordée par la capitainerie du Rio Grande et au sud par la capitainerie de Pernambouc.
Abandonnée par son propriétaire, elle fut supprimée et recréée sous le nom de capitainerie de la Paraíba en 1574, dont l'installation sera effective en 1585. Cette installation se fera à l'aide de ressources directement envoyées du Portugal, pour contrer les invasions françaises et repousser les attaques indigènes, notamment d'indiens tabajaras et potiguaras.